# Teufaiva Sport Stadium
Il Teufaiva Sport Stadium (noto in precedenza come Tenefaira Field Stadium) è un impianto sportivo di Nukuʻalofa, nelle isole Tonga. Ha una capienza di 10 000 posti a sedere, è sede annuale degli sport della scuola secondaria di Tonga ed è lo stadio principale delle nazionali di calcio e di rubgy a 15.
Lo stadio cadde in disuso nei primi anni 2000 e rimase inutilizzato per ben otto anni. Fu riaperto nel 2017 dopo un periodo di ristrutturazione, ma solo pochi mesi dopo fu danneggiato gravemente per mano del Ciclone Gita. Lo stadio sarebbe stato riaperto solo nel 2019. Ad oggi, è confermato che ospiterà il girone di qualificazione per la Coppa delle nazioni oceaniane 2024.